# Trischistognatha pyrenealis
Trischistognatha pyrenealis là một loài bướm đêm trong họ Crambidae.